# Pièce jointe
Pour les articles homonymes, voir PJ.

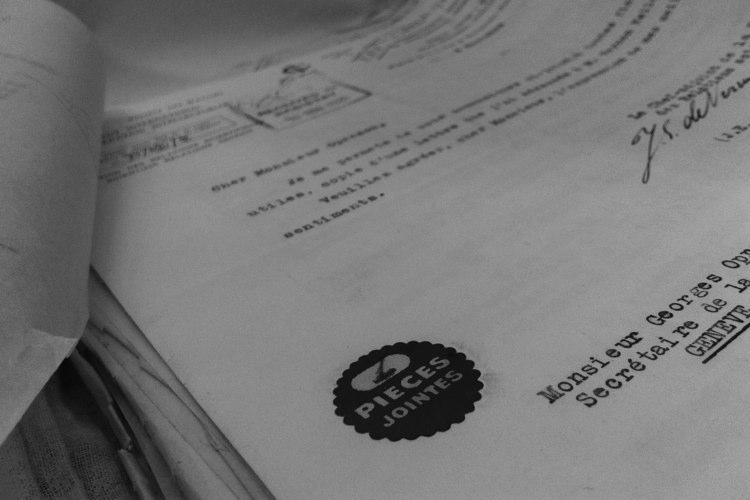
Notification de la présence de deux pièces jointes à un courrier adressé à la Société des Nations, dans l'entre-deux-guerres.

La pièce jointe est un document un fichier informatique encapsulé dans un courrier électronique par un client de messagerie ou un webmail intable, etc.). 

## Utilisation

### Limite de taille
Les standards d'e-mails tels que MIME ne spécifient aucune limite de taille, mais dans la pratique les utilisateurs sont quand même soumis à des limites, pour les messages qu'ils envoient comme pour ceux qu'ils reçoivent. Pour parvenir au destinataire, le message transite généralement à travers plusieurs MTA. Ceux-ci doivent stocker le message avant de le relayer, et définissent donc normalement des limites de taille.
Des messages d'une taille excessive sont généralement renvoyés à l'envoyeur comme non-distribuables.

### Sécurité
Comme tout fichier informatique, une pièce jointe peut contenir un virus informatique qui utilise les e-mails comme vecteur de propagation.[réf. souhaitée]